# Bazilika u Grohotama
Starokršćanska bazilika nalazi se u mjestu Grohotama.

## Opis
Datira iz razdoblja od 1. do 6. stoljeća. Starokršćanska bazilika u Grohotama nalazi se neposredno uz sjeverni zid današnje župne crkve. Jednobrodna je građevina s polukružnom apsidom, sačuvana samo u temeljima. Popločana je mozaikom, koji je nakon iskopavanja ponovno pokriven. Arhitektonski ukrasni dijelovi smješteni su uz temelje crkve na zapadnom dijelu. Neposredno uz baziliku se seosko groblje na kojem se nalaze dva starokršćanska sarkofaga ukrašena križevima komponiranim u kružnicu.

## Zaštita
Pod oznakom Z-4635 zavedena je pod vrstom "arheologija", pravna statusa zaštićena kulturnog dobra, klasificirano kao "kopnena arheološka zona/nalazište".